# Cresbard
Cresbard és una població dels Estats Units a l'estat de Dakota del Sud. El 2013 tenia 105 habitants, sigui 97,05 per km².
Segons el cens del 2000 tenia 72 habitatges i 47 famílies.